# Paroligia umbrifera
Paroligia umbrifera là một loài bướm đêm trong họ Noctuidae.